# Hoderi
Hoderi (火照[命]?  "Brillo de fuego") en el Kojiki y  Hosuseri/Ho-no-suseri (火酢芹[命]?) o  Ho-no-susori (火闌降[命] Ho-no-susori''?  "Falda de llama") en el Nihon Shoki, en la mitología y folclore japonés, es un dios de la generosidad del mar y un pescador encantado. También se le conoce como  Umisachi-hiko (海佐知毘古, 海幸彦?  "Suerte del mar").

## Genealogía
Hoderi, era hijo de Ninigi (primer gobernante de las islas japonesas) y Ko-no-Hana (hija del dios de la montaña Oho-Yama) y llegó a ser el antepasado divino de los inmigrantes procedentes del sur por el mar a Japón.
Aparece con su hermano menor Yamasachi-hiko ("Suerte de las montañas", también conocido como Hoori) en el episodio mitológico de la "Suerte del mar y Suerte de las montañas". 
Hoderi vivía de la pesca en el mar mientras que su hermano Hoori vivía de la caza en las montañas. Un día, Hoori le pidió a su hermano intercambiar sus papeles por un día. Hoori se puso a pescar, pero no pudo conseguir nada y además perdió el anzuelo mágico que su hermano le había prestado. Hoderi acusó a su hermano y exigió su devolución en lugar de aceptar una compensación.
Mientras que Hoori estaba sentado en una playa, apesadumbrado, Shihotuti le aconsejó que viajara en un barco llamado el "Manasikatuma" y que se dirigiera a cualquier sitio donde le llevara la corriente. Hoori llegó a la casa de Watatsumi (kami del mar), donde conoció a su hija, Toyotama, que al final, se casó con ella. Al cabo de tres años, recordó a su hermano y el anzuelo, y se lo comentó a su esposa.
Watatsumi llegó a encontrar el anzuelo en la garganta de un pez brema y se lo dio a Hoori junto con dos joyas mágicas, Shiomitsu-tama 潮満珠, que podía subir las mareas y causar inundaciones, y Shiohiru-tama 潮干珠, que podía bajar las mareas y le hizo un hechizo al anzuelo que daría mala suerte a su usuario. 
Hoderi, al ver que su hermano había regresado, le atacó a lo que Hoori contrarrestó su ataque con el uso del Shiomitsu-tama 潮満珠, que levantó la marea para hacer que se ahogara. Hoderi, casi ahogado por la marea, le rogó a su hermano que le salvara la vida, por lo que Hoori usó la otra joya para bajar la marea y salvó la vida de su hermano. Una vez salvado, Hoderi le prometió a su hermano que él y sus descendientes servirían a Hoori y a sus hijos por toda la eternidad. Los descendientes de Hoderi son los hayato que custodian el palacio hasta el día de hoy.